# Maceo
Maceo es un municipio de Colombia, localizado en la subregión del Magdalena Medio, en el departamento de Antioquia. Limita por el norte con el municipio de Yolombó, por el este con el municipio de Puerto Berrío, por el sur con los municipios de Puerto Berrío y Caracolí, y por el oeste con los municipios de San Roque y Yolombó.

## Toponimia
Su nombre es un honor al héroe de la independencia cubana, Antonio Maceo.

## Historia
Esta joven municipalidad colombiana y antioqueña (apenas comenzó su historia por el año de 1895), se llamó inicialmente San Juan de Mata. Antes de fundar con tal nombre el primer asentamiento de colonos, la región estaba habitada por aborígenes pertenecientes a la etnia de los Pantágoras, indios mineros del oro y agricultores. 
En aquel año de 1895, algunos colonos dirigidos por doña Jacoba Cadavid y don Marco Cardona se acomodaron en fincas de Rafael Vélez. Uno de los fundadores, don Marco Cardona, compró estos terrenos dos años después, en 1897. Pasado el tiempo y hasta 1903, la comunidad logró convertirse en corregimiento del municipio de Puerto Berrío. Posteriormente en 1942, tras larga presión de sus vecinos, el gobierno concedió a la población la categoría de municipio. independiente de Puerto Berrío. En aquel entonces al paraje se le conocía como Claver, idea que apoyaba la Iglesia Católica, pero los habitantes prefirieron darle el nombre Maceo como homenaje al prócer de la independencia de Cuba Antonio Maceo, de cuyas hazañas se enteraban a través de una publicación llamada El Pabellón Americano.
En la actualidad, el municipio ha evolucionado al punto de adquirir conciencia sobre el ecoturismo y construir fincas-hotel. Al lado de la principal de estas fincas hay una escuela donde se encuentra un jardín clonal de cacao, centro experimental para aprovechar ese fruto. También hay estanques de peces donde se crían tilapias y cachamas, al igual que se practica con la siembra de plátano. 
En estos jardines ecológicos hay ceibas y caracolíes con alturas superiores a los 30 y 40 metros. Sobresalen por igual varias especies de palmas, platanillos y helechos.

## Generalidades
- Fundación: 4 de octubre de 1897
- Erección en municipio, 1942
- Fundador: Marco A. Cardona
- Apelativo: Tierra de ensueño, Lindo rincón tropical

Está comunicado por carretera con los municipios de Puerto Berrío, Caracolí, San Roque y Yolombó. En la antigüedad el distrito se llamó San Juan de Mata.

## Geografía

### Ubicación
| Noroeste: Yolombó          | Norte: Yolombó | Noreste: Yolombó       |
| Oeste: Yolombó y San Roque |                | Este: Puerto Berrío    |
| Suroeste Caracolí          | Sur: Caracolí  | Sureste: Puerto Berrío |

### Clima
| Parámetros climáticos promedio de Maceo | Parámetros climáticos promedio de Maceo | Parámetros climáticos promedio de Maceo | Parámetros climáticos promedio de Maceo | Parámetros climáticos promedio de Maceo | Parámetros climáticos promedio de Maceo | Parámetros climáticos promedio de Maceo | Parámetros climáticos promedio de Maceo | Parámetros climáticos promedio de Maceo | Parámetros climáticos promedio de Maceo | Parámetros climáticos promedio de Maceo | Parámetros climáticos promedio de Maceo | Parámetros climáticos promedio de Maceo | Parámetros climáticos promedio de Maceo |
| Mes                                     | Ene.                                    | Feb.                                    | Mar.                                    | Abr.                                    | May.                                    | Jun.                                    | Jul.                                    | Ago.                                    | Sep.                                    | Oct.                                    | Nov.                                    | Dic.                                    | Anual                                   |
| --------------------------------------- | --------------------------------------- | --------------------------------------- | --------------------------------------- | --------------------------------------- | --------------------------------------- | --------------------------------------- | --------------------------------------- | --------------------------------------- | --------------------------------------- | --------------------------------------- | --------------------------------------- | --------------------------------------- | --------------------------------------- |
| Temp. máx. media (°C)                   | 28.1                                    | 28.6                                    | 28.6                                    | 28.4                                    | 28.4                                    | 28.3                                    | 28.5                                    | 28.3                                    | 28.0                                    | 27.4                                    | 27.0                                    | 27.5                                    | 28.1                                    |
| Temp. media (°C)                        | 23.2                                    | 23.6                                    | 23.7                                    | 23.8                                    | 23.7                                    | 23.5                                    | 23.5                                    | 23.4                                    | 23.2                                    | 23.8                                    | 22.8                                    | 22.5                                    | 23.4                                    |
| Temp. mín. media (°C)                   | 18.4                                    | 18.6                                    | 18.9                                    | 19.3                                    | 19.1                                    | 18.7                                    | 18.6                                    | 18.5                                    | 18.4                                    | 18.2                                    | 18.1                                    | 17.9                                    | 18.6                                    |
| Precipitación total (mm)                | 73                                      | 102                                     | 137                                     | 290                                     | 355                                     | 239                                     | 208                                     | 258                                     | 290                                     | 381                                     | 247                                     | 121                                     | 2701                                    |
| Fuente: climate-data.org                |                                         |                                         |                                         |                                         |                                         |                                         |                                         |                                         |                                         |                                         |                                         |                                         |                                         |

## Demografía
Población Total: 8 221 hab. (2018)
- Población Urbana: 3 093
- Población Rural: 5 128

Alfabetismo: 84.9% (2005)
- Zona urbana: 88.3%
- Zona rural: 82.6%

### Etnografía
Según las cifras presentadas por el DANE del censo 2005, la composición etnográfica del municipio es: 
- Mestizos & Blancos (99,8%)
- Afrocolombianos (0,1%)
- Indígenas (0,1%)

## División Política Administrativa
Además de su Cabecera municipal. Maceo tiene bajo su jurisdicción los siguientes corregimientos (de acuerdo a la Gerencia departamental):
- La Floresta
- La Susana
- Puerto Nus

## Economía
- Agricultura: Cacao, Café, Frutas (especialmente guanábana), Panela, Caña de azúcar y Yuca
- Ganadería: Ganado Vacuno
- Piscicultura
- Minería: Oro.

Maceo ha sido un municipio tradicionalmente cacaotero. el cacao de maceo está calificado como uno de los cacaos de mayor calidad. 
maceo tiene grandes riquezas en oro, calizas y mármoles situados en la valiosa reserva del cañón del río Alicante y el río Cupina.

## Fiestas
- Fiestas de la Virgen del Carmen los 16 de julio
- Fiestas del Cacao
- Feria Equina se ha realizado durante algunas épocas
- Semana Santa concebida como bien patrimonial por el Concejo Municipal, se realiza el mes de marzo o abril
- Fiestas Patronales de San Pedro Claver, en el mes de septiembre

## Gastronomía
- La fruta emblema de la comunidad es el cacao, con la que se ofrecen variadas combinaciones en especial dulces y cocoa.
- Cocina típica paisa, asados.
- Sancocho
- Mondongo

## Patrimonio histórico artístico y destinos ecológicos
- Cañón del Río Alicante. Reserva ecoturística, santuario de fauna y flora. Tiene una red de senderos, puentes y pasamanos que conducen a diferentes sitios como pescaderos, piscinas naturales y a las cuevas del río Alicante. Estas cuevas son formaciones naturales, abrigos rocosos y túneles que pueden ser recorridos por los turistas

- Cavernas y Cañón del Alicante, zona arqueológica considerada como uno de los últimos refugios para fauna que datan de la era del Pleistoceno. Allí se observan coloridas bandadas de guacamayas, se logra escuchar y ver el cantar de loros, pericos, guacharacas, paujiles (etc). Este cuenta con una biodiversidad extensa en mamíferos como borugos o la llamada guagua, tatabras, guatines o conejos de monte, ardillas, chiguiros, nutrias, perezosos, osos hormigeros, martejas, zorros, perros de monte, perros lobos, serafines del platanar (etc). Según los campesinos de la zona se ha encontrado a la orilla de los ríos Alicante y cupina el rastro de las huellas de dantas y de venados; cuenta con diversidad de grandes reptiles como la boa constriptor, iguanas y babillas, diversidad en anfibios; en las cuencas de los ríos cupina y Alicante hay variedad de peces como la dorada, zabaleta, comelón, patalón, picuda, moncholo, chere, paloma, mazorco, azuleja y gran cantidad de bocachico en la subienda del mismo en enero. Está situada a 4 horas a caballo de la cabecera municipal; esta reserva se encuentra en su mayoría en el municipio de Maceo y abarca por el sur hasta el municipio de Puerto Berrio y por el noroccidente con el municipio de Yolombó; en las cavernas pueden verse estalagmitas y estalactitas de miles de años.

- Grutas Los Liberales, El Indio, Guardasol, del Agua, Los Guacharos, Mano poderosa y Doña Gustina, entre otras
- Ríos Cupiná y Alicante
- Cascada La Guajira, cerca de La Susana
- Charcos La Mesalina, San Lucas, La Coqueta, San Rafael, El Milímetro
- Pescaderos Las Mercedes y San Bartolo, Las Violetas
- Morro Patiburrú
- Trapiches La Cristalina, Monitos, Floresta, Alicante (en La Susana)
- Iglesia San Pedro Claver. Construida a finales del siglo XX. La iglesia anterior a ésta fue derruida por un sismo; en principio, se dijo que la nueva construcción sería provisional, pero hasta el momento se mantiene en funcionamiento

- Edificio Parroquial. Es muy interesante su arquitectura republicana de pilares y arcos.